# Бойд, Томас, 1-й граф Арран
Томас Бойд (англ. Thomas Boyd, Earl of Arran, не позднее 1452 — около 1473), 1-й граф Арран (с 26 апреля 1467 по 22 ноября 1469) — шотландский дворянин из клана Бойд.

## Биография
Сын Роберта Бойда, 1-го лорда Бойда из Килмарнока (? — ок. 1482), и Мэриот Максвелл. Его был регентом во времена малолетства короля Шотландии Якова III Стюарта. Его отец смог сделать Томаса графом Арраном и бароном Килмарноком в пэрстве Шотландии, а также организовать брак Томаса с принцессой Шотландии Мэри Стюарт, сестрой короля Якова III и дочерью короля Якова II, в 1467 году. Брак был непопулярным, особенно после того, как лорд Бойд и его брат сэр Александр Бойд позднее были осуждены за государственную измену за похищение юного Якова III и замысел женитьбы Томаса на принцессе Мэри Стюарт (что было признано королем Яковом III непростительным оскорблением), и установление регентства.
В то время как Томас Бойд и его отец находились за пределами страны, ведя переговоры о передаче Оркнейских островов Шотландии и браке короля Якова III с принцессой Маргарет Датской, регентство было свергнуто, и они были осуждены за государственную измену в 1469 году. Однако Томас выполнил возложенную на него миссию, он привез невесту короля Маргарет Датскую в Шотландию, а затем, предупрежденный его женой, он сбежал с ней обратно в Данию. Он очень хвалебен в одном из писем Пастона, но практически ничего не известно о его дальнейшей истории. Вероятно, он умер в Антверпене между 1471 и 1473 годами.

## Брак и дети
20 января 1465 года Томас Бойд был впервые помолвлен с леди Мэрион Кеннеди, младшей дочерью Гилберта Кеннеди, 1-го лорда Кеннеди, но этот брак не состоялся. После своего первого брака с леди Элизабет Монтгомери, дочерью Александра Монтгомери, 1-го лорда Монтгомери, он женился на принцессе Марии Стюарт, старшей дочери короля Якова II, до 26 апреля 1467 года. После их свадьбы остров Арран был передан им в собственность Марии. Для супругов было построен замок Лоу в Северном Эйршире. Будучи очень привязанной к Томасу, его жена Мария позже вернулась в Шотландию без него, после того как он был обвинен в измене, в основном в надежде получить помилование Томаса от ее брата короля Якова III. Однако она была заключена в Килмарнок, и Томас был вызван явиться в течение шестидесяти дней, но он этого не сделал; таким образом, его брак с сестрой короля был объявлен недействительным, и она была вынуждена выйти замуж за Джеймса, лорда Гамильтона.
Согласно Феррериусу, Бьюкенену и другим старым историкам, это произошло в 1469 году, но точной датой, вероятно, был февраль или март 1474 года. Принцесса Мария Стюарт умерла, по-видимому, около Троицы 1488 года, имея сына и дочь от обоих мужей. Дети Томаса Бойда от Марии, которые, как сообщалось, родились за границей, были:
- Джеймс, 2-й лорд Бойд (ок. 1469—1484), убит племянником Элизабет Монтгомери Хью Монтгомери, 1-м графом Эглинтон; умер неженатым.
- Леди Гризель или  Маргарет Бойд (в родословных она называется Гризель, но фигурирует как Маргарет в Реестрах Великой Печати, а также в Папском устроении и т. Д.). Она родилась между 1468 и 1473 годами и была замужем дважды: во-первых, за Александром Форбсом, 4-м лордом Форбсом, который умер бесплодным до 16 мая 1491 года; и, во-вторых, до 9 августа 1509 года, за сэром Дэвидом Кеннеди, 3-м лордом Кеннеди, позднее получившим титул 1-го графа Кассилиса, который умер без потомства от нее во Флоддене 9 сентября 1513 года. В браке с сэром Дэвидом Кеннеди она не имела детей[4].